# Leccinellum
Leccinellum is een geslacht van schimmels behorend tot de familie Boletaceae. De typesoort is Leccinellum nigrescens, die later werd hernoemd naar Leccinellum crocipodium.

## Soorten
Het geslacht bestaat uit de volgende 23 soorten (peildatum augustus 2023):
| Soortnaam                   | Auteur(s)                                         | Publicatiejaar |
| --------------------------- | ------------------------------------------------- | -------------- |
| Leccinellum aberrans        | (J. Blum) C. Hahn                                 | 2020           |
| Leccinellum albellum        | (Peck) Bresinsky & Manfr. Binder                  | 2003           |
| Leccinellum alborufescens   | N.K. Zeng, R. Xue & S. Jiang                      | 2019           |
| Leccinellum castaneum       | Yan C. Li & Zhu L. Yang                           | 2021           |
| Leccinellum citrinum        | Yan C. Li & Zhu L. Yang                           | 2021           |
| Leccinellum corsicum        | (Rolland) Bresinsky & Manfr. Binder               | 2003           |
| Leccinellum cremeum         | Zhu L. Yang & G. Wu                               | 2016           |
| Leccinellum crocipodium     | (Letell.) Della Magg. & Trassin.                  | 2014           |
| Leccinellum fujianense      | N.K. Zeng, R. Xue & Zhi Q. Liang                  | 2019           |
| Leccinellum griseopileatum  | Yan C. Li & Zhu L. Yang                           | 2021           |
| Leccinellum griseum         | (Quél.) Bresinsky & Manfr. Binder                 | 2003           |
| Leccinellum lepidum         | (H. Bouchet ex Essette) Bresinsky & Manfr. Binder | 2003           |
| Leccinellum luteoporum      | (Bouchinot) Blanco-Dios                           | 2018           |
| Leccinellum luteoscabrum    | (Schiffn.) Bresinsky & Manfr. Binder              | 2003           |
| Leccinellum luteum          | (A.H. Sm., Thiers & Watling) Mikšík               | 2019           |
| Leccinellum onychinum       | Fang Li, Kuan Zhao & Qing Li Deng                 | 2016           |
| Leccinellum pseudoscabrum   | (Kallenb.) Mikšík                                 | 2017           |
| Leccinellum quercophilum    | M. Kuo                                            | 2013           |
| Leccinellum rhodoporosum    | (Har. Takah.) Har. Takah.                         | 2016           |
| Leccinellum rugosiceps      | (Peck) C. Hahn                                    | 2020           |
| Leccinellum sinoaurantiacum | (M. Zang & R.H. Petersen) Yan C. Li & Zhu L. Yang | 2021           |
| Leccinellum tlemcenense     | (Maire) C. Hahn                                   | 2020           |
| Leccinellum viscosum        | (Halling & B. Ortiz) Mikšík                       | 2016           |